# Maria Della Costa
Gentile Maria Marchioro Della Costa (1 tháng 1 năm 1926 - 24 tháng 1 năm 2015) là một nữ diễn viên sân khấu, nữ diễn viên điện ảnh và phim truyền hình người Brazil.

## Đời sống
Cô sinh ra ở Flores da Cunha, một thị trấn nhỏ của bang Rio Grande do Sul, trong một gia đình người nhập cư Ý từ vùng Veneto. Cô đã được bất tử trong các bức tranh của Emiliano Di Cavalcanti, Flavio de Carvalho, Guanabarino và D camerara, và trong một bức tượng của Victor Brecheret. Cô bắt đầu sự nghiệp từ năm 14 tuổi, với tư cách là một người mẫu thời trang (cô được coi là người mẫu chuyên nghiệp đầu tiên ở Brazil).
Cô đã kết hôn với Sandro Polloni, một nhà sản xuất sân khấu, cũng có nguồn gốc từ Ý. Họ cùng nhau thành lập Teatro Maria Della Costa tại São Paulo trong một tòa nhà được thiết kế bởi Oscar Niemeyer và Lúcio Costa.
Sau khi nghỉ hưu từ công việc kinh doanh, cô sở hữu và quản lý một khách sạn nhỏ (Khách sạn Coxixo) tại thị trấn lịch sử và du lịch Paraty, Rio de Janeiro. Cô qua đời vì phù phổi vào ngày 24 tháng 1 năm 2015.